# Serigne Abdou Khadr Mbacké
Serigne Abdou Khadr Mbacké (en wolof : Sëriñ Abdu Xaadir Mbàkke ), né en 1914 à Ndame (Colonie du Sénégal) et mort en 1990 à Touba (Sénégal) fut un dignitaire religieux sénégalais, quatrième calife de la confrérie mouride, importante obédience soufie établie au Sénégal. Il assuma cette charge de 1989 jusqu’à son décès en 1990. Il était le  fils aîné d'Ahmadou Bamba.

## Biographie
Serigne Abdou Khadr Mbacké nait en 1914 à Daaru Alimul Kabir, localité située à Ndame, au Sénégal. Il était le fils d'Ahmadou Bamba, fondateur de la confrérie mouride, et de Sokhna Aminata Bousso. Son magistère en tant que calife général des Mourides demeure le plus éphémère de l’histoire de cette communauté, n’ayant duré que onze mois. 